# Kiiminkijoki
La Kiiminkijoki (on trouve parfois le nom Kiiminginjoki, la rivière de Kiiminki) est une rivière de Finlande, dans la province d'Oulu.

## Géographie
De 170 km de longueur
La rivière naît du regroupement de plusieurs affluents au lac de Kivarinjärvi, près du village de Puolanka. Elle quitte le lac avec un débit moyen inférieur à 6 m3/s et croît régulièrement au fur et à mesure de sa longue descente vers la mer (138 m de dénivelé), en maintenant le cap vers l'ouest-nord-ouest.
Le bassin versant est cependant très limité par la présence de deux des plus grands fleuves du pays: l'Iijoki au nord et la rivière d'Oulu au sud, respectivement 9e et 6e plus importants bassins de Finlande. La rivière parvient juste à rejoindre la mer sans devenir l'un des nombreux affluents des deux grands fleuves: l'embouchure la Kiiminkijoki se situe à seulement 15 km de l'estuaire de l'Iijoki et 18 km de la rivière d'Oulu. En cela la situation de la rivière ressemble fortement à celle de la Simojoki, une autre proche voisine.
La rivière franchit pas moins de soixante-dix (70) rapides. Elle est très sauvage et prisée des pêcheurs. Outre Puolanka, les communes traversées sont Utajärvi, Ylikiiminki, Kiiminki et enfin Haukipudas.